# Алхан Нахфан
Алхан Нахфан (Alhān Nahfān) — малік Саби близько 190/195 — 210 років з Хамданитської династії, син маліка Яріма Аймана I. Боровся за зміцнення впливу Сабейської держави на півдні Аравійського півострова, уклав військові союзи з правителями Аксума та Хадрамаута.

## Походження і початок правління
Алхан Нахфан походив із союзного в той час подвійного клану Бата' і Хамдан; він був сином сабейського маліка Йаріма Аймана I, після якого успадковував престол Сабейської держави близько 190 або 195 року. Батько Алхана Нахфана був засновником нової Хамданитської династії (за назвою клану Бану Хамдан), яка походила з північного високогір'я.
До нашого часу дійшло кілька написів, в яких Алхан Нахфан фігурує просто як Алхан Нахфан з Бата' і Хамдан, без вказівки на його належність до правлячої династії і без згадки його батька. Причина цього полягає в тому, що середньосабійська монархія не носила характер спадкової і черговий малік, вступаючи на престол, мабуть, формально переставав належати до одного з сабейських кланів, переходячи в розряд членів династії. Поняття ж династії тут мало не кровно-споріднений, а швидше сакральний характер. Навіть коли (у відносно рідкісних випадках) престол передавався від батька до сина, спадкування не відбувалося автоматично, тому згадка родової належності Алхана Нахфана в зазначених написах може розглядатися як вказівка на те, що він не був членом правлячої династії, до якої в уявленні сабейців входили лише самі маліки, але не їх кровні родичі.
Із зазначених написів також випливає, що Алхан Нахфан міг досягти досить зрілого віку та високого положення у своєму власному роді та ша'бі (локальній громаді або вождівстві) не маючи формального статусу престолонаслідника. Ставши маліком, Йарім Айман I вже не міг залишатися на чолі свого роду і ша'би, тому цілком логічним виглядає те, що він поставив свого сина на чолі рідного клану, щоб зберегти над ним свій контроль. Іншим поясненням змісту даних написів може бути те, що після смерті Йаріма Аймана був період міжцарів'я, коли Алхан Нахфан ще не зайняв престол.

## Правління
Правління Алхана Нахфана та його сина-співправителя Шаїра Аутара зазначено постійними війнами за консолідацію Сабейської держави і зміцнення її домінування на півдні Аравійського півострова, зокрема, їм вдалося перемогти Фарі Яхуба з клану Бану Гурат, який також претендував на верховну владу в Сабейській державі.
У своїй боротьбі з хим'яритськими правителями за верховенство над територією сучасного Ємену Алхан Нахфан уклав військово-політичні союзи з Йада'абом Гайланом, володарем Хадрамаута та Гадарою (або Гадурою), володарем Хабашата (стародавній Абіссінії). Відомості про це містяться в сакральному написи CIH 308 з храму Турат (на північ від Сани), в якому Алхан Нахфан та Шаїр Аутар присвячують своєму родовому богу-покровителю Таалабі Ріяму (місцевому богу Місяця і верховному божеству області Сумай) тридцять бронзових статуй «у подяку за те, що був укладений союз з правителем Хабашат відповідно до того, як був укладений союз з Яда'абом Гайланом, правителем Хадрамаута, до цього посвячення». У напису повідомляється, крім іншого, що сабейські володарі та Гадара «поклялися бути єдиними у війні і мирі проти всіх, хто нападе на них». Цей напис є одним з найбагатших і урочистих сабейських написів, він була висіченим в тридцяти примірниках, шістнадцять з яких збереглися до наших днів.
На думку російського сходознавця Михайла Бухаріна, після укладення військового союзу Алхана Нахфана з негусом Гадарою, останній направив свою армію з Абіссінії в Південну Аравію. Війська Гадари дійшли до Наджрана, тобто до самих кордонів Сабейської держави. В районі Умм Лайла абіссінські війська зустріли збройний опір племені хаулан гадудан, проти якого почав війну і Алхан Нахфан, про що також сповіщає напис CIH 308 з храму Турат.
Алхан Нахфан помер близько 210 року, передавши сабейський престол своєму синові і соправителю Шаїру Аутару.

## Родина
У маліка Алхана Нахфана було, як мінімум, двоє синів. Старшого — Шаїра Аутара — він ще за свого життя зробив співправителем і престолонаслідником. Шаїр Аутар правив після батька і став одним з найвідоміших сабейських маліків, при якому Саба досягла великої могутності, підпорядкувавши собі майже всю територію нинішнього Ємену, за винятком Хадрамаута. Молодший син Алхана Нахфана — Хайвастар Йада — був проголошений престолонаслідником в період правління Шаїра Аутара, однак, судячи з усього, не зміг втриматися на троні після смерті свого старшого брата. Зі збережених написів відомо про дочку Алхана Нахфана — Малікхалак, яка стала дружиною хадрамаутського правителя Іліазза Йалута.